# Chiesa di San Zulian
La chiesa di San Giuliano martire vulgo San Zulian è un luogo di culto cattolico di Venezia, situato nell'omonimo campo del sestiere di San Marco, non lontano dalla piazza omonima.
Sino alla caduta della Repubblica era chiesa plebana officiata dal clero ducale. Venne probabilmente fondata prima del Mille ma venne ricostruita in più occasioni. Le attuali forme risalgono alla ricostruzione avvenuta nel XVI secolo su intervento progettuale di Jacopo Sansovino e sul sostegno economico di Tommaso Rangone.
Oltre a contenere un ricco apparato di dipinti risalenti perlopiù ai secoli XVI e XVII, conserva anche le reliquie di San Germano Martire, San Floriano e Paolo di Tebe detto Paolo Eremita.
Oggi è chiesa rettorale officiata quotidianamente ed è inserita tra le chiese della nuova parrocchia del Santissimo Salvatore e Santo Stefano, già collaborazione parrocchiale Comunità Marciana.

## Storia

### Fondazione ed Età medievale
La chiesa venne fondata probabilmente prima del XI secolo sulla scia delle devozione per i Santi orientali diffusa nella zona alto-adriatica: San Giuliano è intitolata al martire Giuliano che, con la moglie Basilissa, subì il martirio negli anni tra 302 e 304 nella Tebaide. La Cronaca del Doge Andrea Dandolo, scritta a metà del XIV secolo, pone la fondazione della chiesa all'anno 832 ma il primo documento certo sull'esistenza del luogo di culto risale al 1061. Nel 1205 un incendio devastante colpì Venezia, inghiottendo anche l'antica costruzione. Venne quindi riedificata: probabilmente si trattava dell'edificio a tre navate munito di campanile cuspidato riprodotto nella pianta del De' Barbari nel primo Cinquecento. Di lì a poco sarebbe mutato profondamente. La chiesa medievale, a tre navate, secondo il Sansovino venne edificata per interesse della famiglia Balbi al tempo del doge Pietro Centranico. 

### Clero ducale
Agli inizi del XII secolo la chiesa risultava soggetta alla speciale giurisdizione della basilica di San Marco e del suo primicerio: era dunque separata dalla diocesi di Castello e, dopo il 1451, dal Patriarcato di Venezia.
Solo nel 1804, con la soppressione della giurisdizione marciana e l'unione dei capitoli canonici di San Marco e San Pietro di Castello, la chiesa di San Zulian passò sotto l'autorità patriarcale.
Ai primi anni del XV secolo, su iniziativa di Michele Steno e per interese di Innocenzo VII, il beneficio parrocchiale si divise in sette capitolari: il Piovan, quattro preti di titolo, un diacono e un suddiacono.

### La ricostruzione cinquecentesca
A metà del Cinquecento la chiesa medievale minacciava rovina: fu la comparsa della straordinaria figura di medico ed erudito Tommaso Rangone da Ravenna (1493-1577) a mutarne totalmente le sorti. Nel 1553 il Rangone ottenne dal Senato della Repubblica di poter ricostruire a proprie spese la facciata, avendo però il privilegio di porvi il proprio monumento funebre. L'opera venne affidata a Jacopo Sansovino, ma in corso d'opera il tetto della vecchia chiesa crollò rovinosamente. Tra i sacrifici dei fedeli e del clero, del pievan Tommaso Rumoni, si aprì un grande cantiere che vedrà la ricostruzione dell'intero edificio di culto. Rangone contribuirà alla riedificazione con notevole spesa ottenendo in cambio la sepoltura al centro della nuova aula. La nuova chiesa venne consacrata l'8 luglio 1580 dal vescovo di Caorle Giulio Superchio. Grazie al lascito del segretario e legato Girolamo Vignola la chiesa ebbe concluso il soffitto.

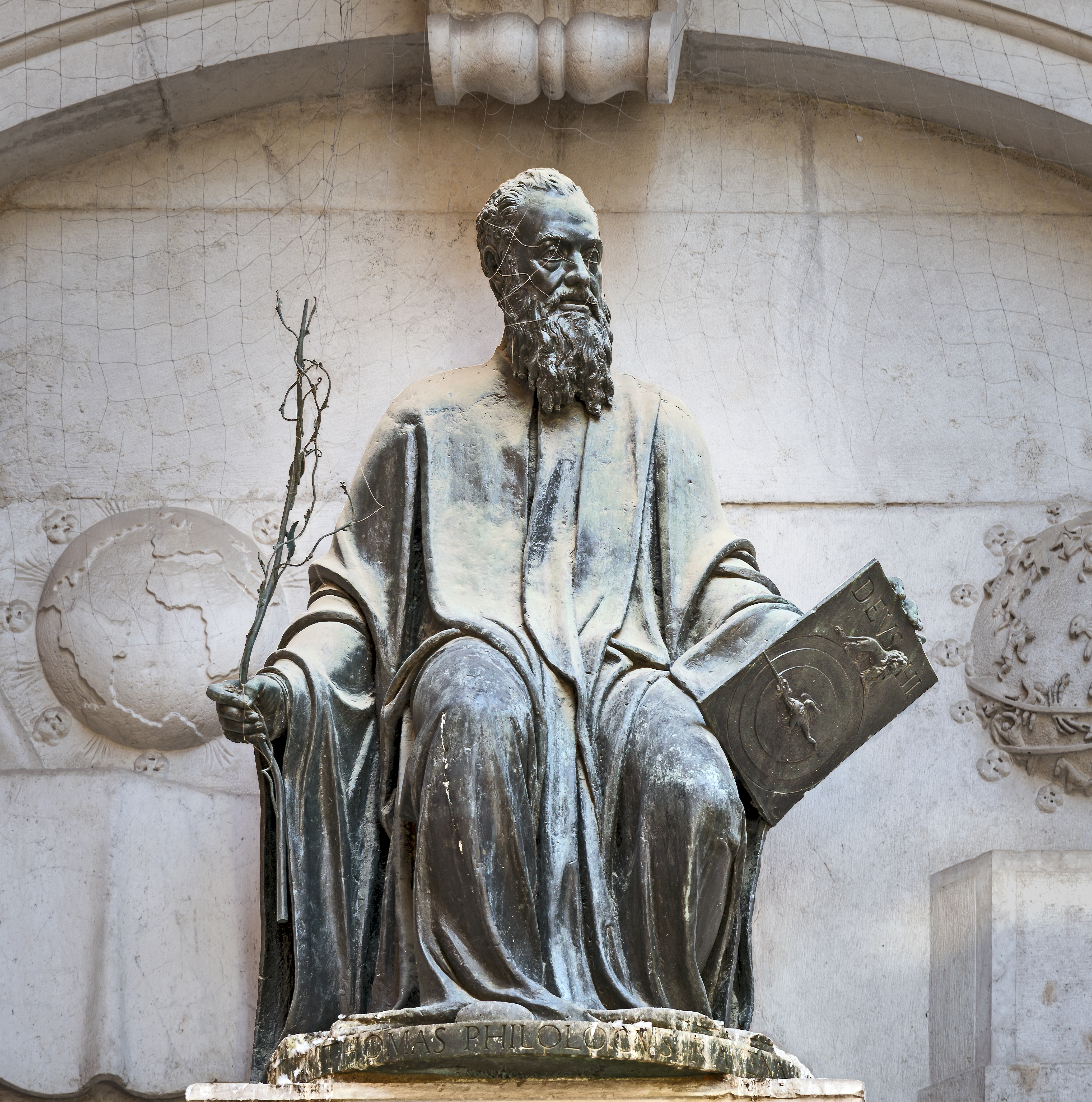
Tommaso Rangone, opera di Jacopo Sansovino e Alessandro Vittoria.

### Interventi successivi
L'edificio fu oggetto di interventi anche nel Seicento, quando venne ricostruito l'altare maggiore. Nel 1775 si abbatté il vecchio campanile e si ricostruì assieme alle sacrestie laterali.

## Descrizione

### Esterno

#### La facciata

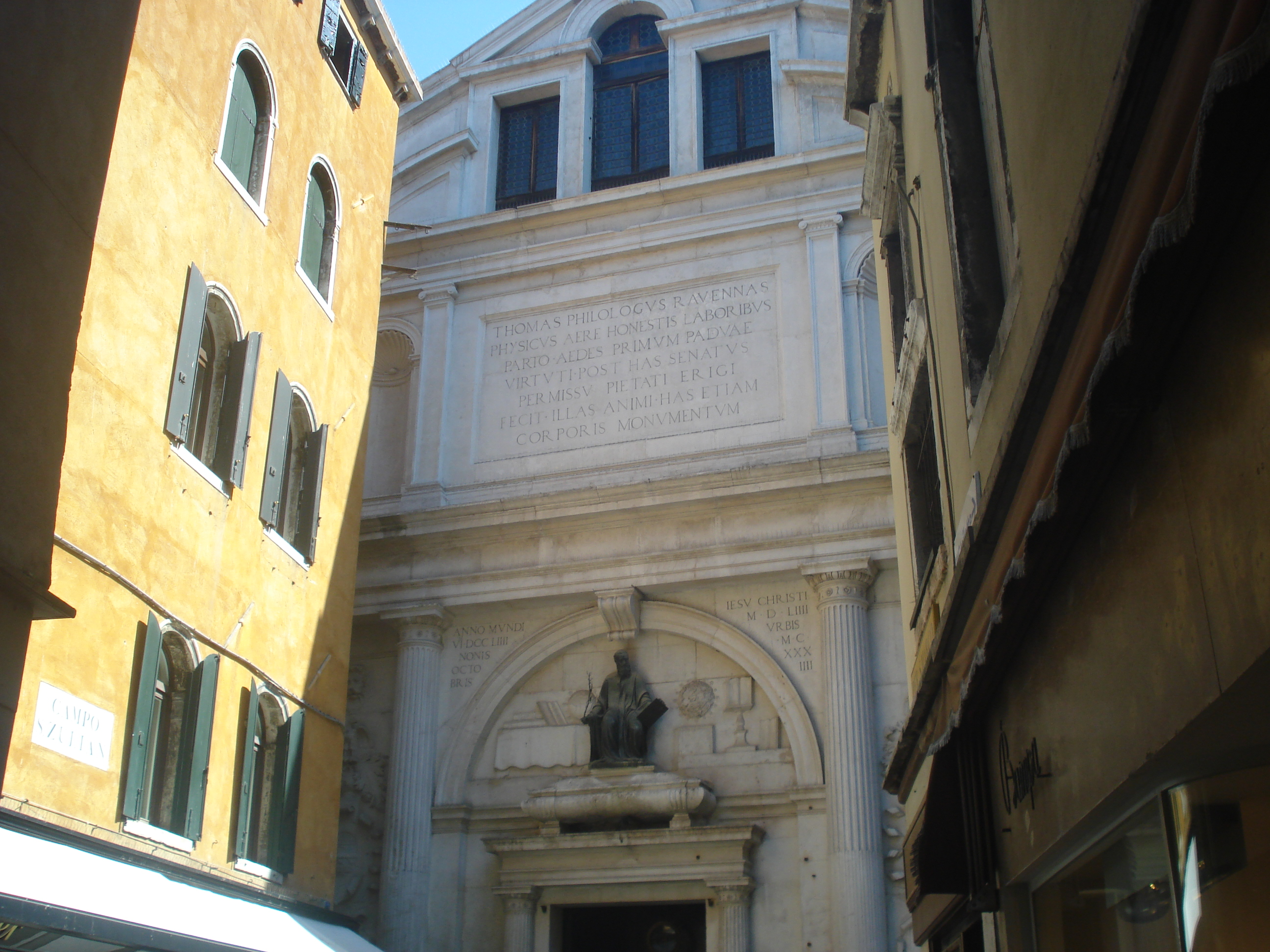
La monumentale facciata stretta dall'antica edilizia residenziale veneziana.

La facciata è eccelsa opera realizzata da Jacopo Sansovino. Il monumento a Tommaso Rangone venne però concluso dopo la morte dell'artista fiorentino, portata a compimento nel 1570 da Alessandro Vittoria. Ai due lati del portale principale vi sono due iscrizioni, una in lingua greca e l'altra in ebraico, che celebrano il medico e filosofo ravennate Tommaso Rangone, che finanziò il rifacimento della facciata in cambio della sua trasformazione in un monumento a propria esaltazione. In particolare la scritta in lingua latina fornisce dati biografici e informazioni di natura giuridica, quella in greco vanta i meriti culturali dell'uomo e quella in ebraico ricorda la possibilità di realizzare sulla terra il progetto divino di vivere fino a 120 anni.
Sopra il portale Rangone si erge su un'urna funebre, in una straordinaria fusione bronzea, rivestito della toga dottorale mentre consegna ai posteri la sintesi del suo sapere avvolto in una complessa simbologia. Nella mano destra, invece della penna, tiene i rimedi del Nuovo Mondo: la sottile e lunga radice con il viticcio della salsapariglia ed il ramo con le foglie lanceolate del guaiaco.
Ricordiamo che Rangone doveva la sua fortuna anche economica alla cura della sifilide nel secolo della prima virulenta diffusione.

### Interno
L'interno dell'edificio si presenta ad una sola navata, a piantà pressoché quadrata, con il presbiterio rettangolare coperto da una volta a crociera, affiancato da due piccole cappelle.

#### Cappella maggiore

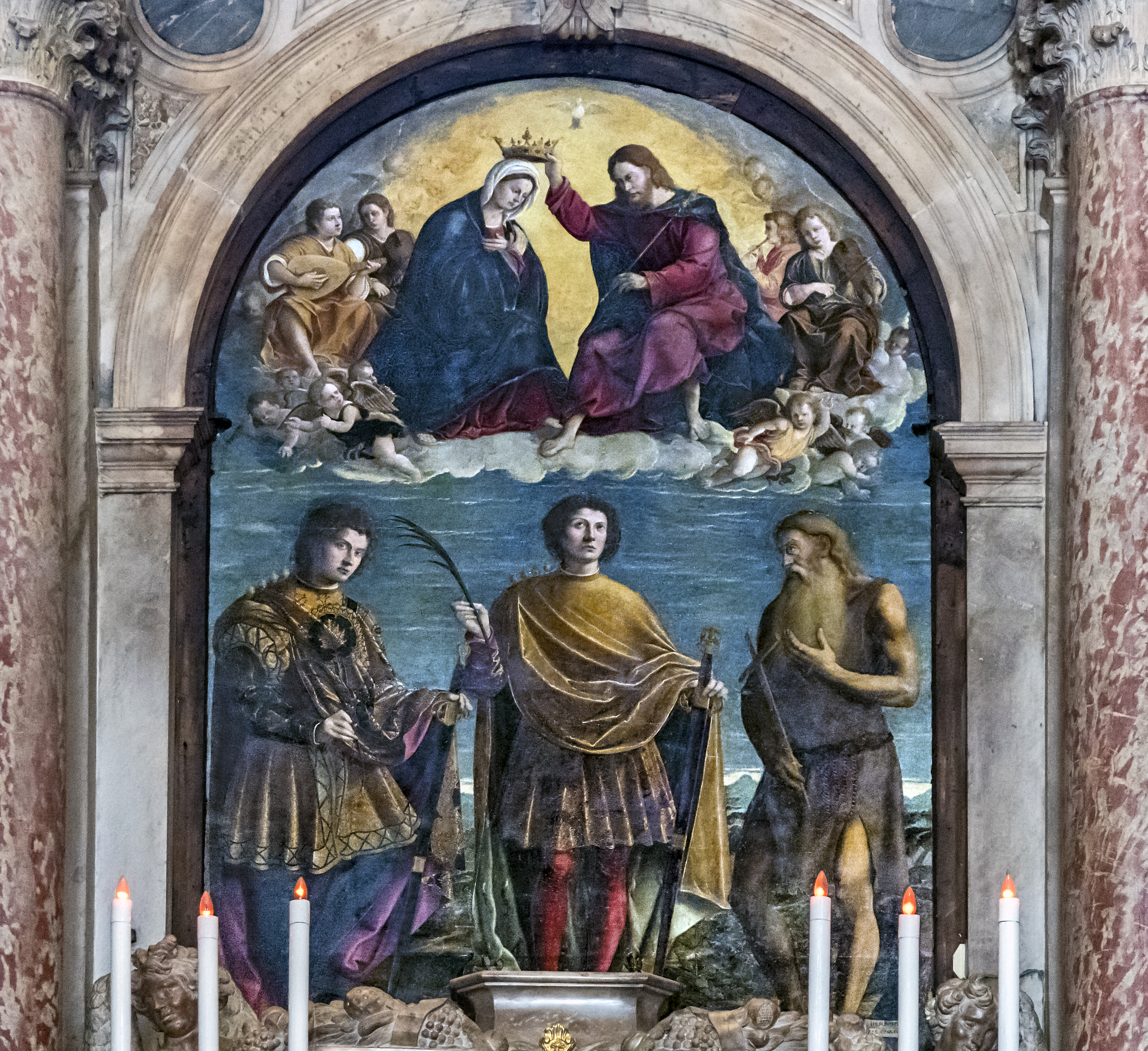
La pala dell'Altar maggiore, Incoronazione della Vergine tra i Santi, Giuliano, Floriano e Paolo di Tebe, opera firmata di Girolamo Santacroce.

La cappella maggiore è illuminata da un grande finestrone termale che inonda di luce il breve spazio del presbiterio. Appena sotto il finestrone si innalza la grande macchina dell'Altare maggiore, opera di metà Seicento, riferibile al lavoro di Giuseppe Sardi. Il dossale ospita la bella tavola di Girolamo Santacroce Incoronazione delle Vergine tra i Santi Giuliano, Floriano e Paolo di Tebe, opera firmata. La pala, proveniente dalla chiesa medievale, è documentata già nel 1544. Sotto il dipinto cinquecentesco si trova l'urna dove sono deposte le reliquie - già composte in un manichino - di San Paolo di Tebe. Parte della rifabbrica dell'altare fu sostenuta dalla confraternita dei produttori di pettini, dei peteneri, e la cosa viene ricordata anche sul coperchio dorato che chiude l'urna del Santo: «San Paolo primo eremita protector de peteneri 1667». Il santo era protettore anche dei produttori di fanali, i feraleri. Sotto la mensa sono deposte le reliquie di San Germano martire, provenienti dalle catacombe romane. Entro le due edicole, le due belle statue lignee dei Santi Antonio e Francesco, opere policrome del Seicento.

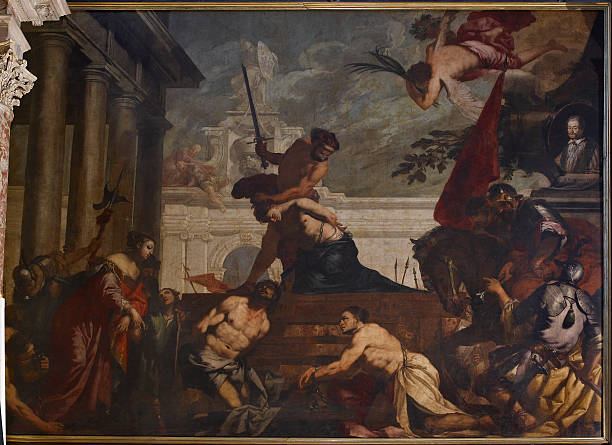
Antonio Zanchi, Martirio di San Giuliano.

Ai lati del presbiterio scorrono splendidi stalli in radica di noce, opere del primo Settecento. Sopra gli stalli due grandi teleri (1674) di Antonio Zanchi, suggestivi per l'impostazione e la monumentalità delle figure: a destra Martirio di San Giuliano, a sinistra Passione di San Giliano e dei suoi sodali. Grandiosa la figura del carnefice sul telero di destra, dove, all'interno di un tondo, è raffigurato il Pievan offerente.
Sui pennacchi dell'arcone, verso la navata, Annunciazione di Jacopo Palma il Giovane.

#### Cappella del Santissimo Sacramento
Lo spazio, contenuto, compiuto tra il 1578 e il 1583, venne curato per evergetismo della Confraternita del Santissimo. L'altare, compiuto su disegno di Giovanni Antonio Rusconi, è impreziosito dal complesso plastico di Girolamo Campagna, una straordinaria Deposizione. La piccola raffigurazione del Padre Eterno sulla cima del gruppo completa il sistema iconografico: «consummatum est». 
Ai lati dell'altare opere pittoriche a richiamo eucaristico: a sinistra la Cattura di Cristo di Jacopo Palma il Giovane; a destra, in alto, lunetta raffigurante la Caduta della manna di Leonardo Corona, in basso Ultima cena di Paolo Veronese (con interventi di bottega).
La volta della cappella è decorata a stucco da Ottaviano Ridolfi. 

#### Cappella Negroni
La cappella è dedicata a San Giovanni Evangelista e San Carlo Borromeo. La visita pastorale del Patriarca Priuli del 1593 la trovò concessa a Giuseppe Negroni che la tenne in cura adornandola. Suo lo stemma presente sulla chiave del voltone. Nella visita del Patriarca Vendramin del 1610 venne trovata "magnificamente" ornata. Risulta decorata dalle storie del Borromeo, al tempo da poco assurto agli altari: a destra San Carlo Borromeo libera un ossesso della maniera del Palma il Giovane o del Vicentino; a sinistra Attentato a San Carlo Borromeo attribuito a Odoardo Fialetti. Nel 1612 giunsero alcune reliquie del santo milanese, venerato contro pestifero morbo, e vennero accolte dalla Confraternita che intanto si era installata intorno all'altare. Sul dossale, pala di Jacopo Palma il Giovane raffigurante San Giovanni Evangelista tra San Giuseppe e Sant'Antonio abate. Sul tondo devozionale, opera di Giovanni Battista Giacomello, San Gaetano da Thiene.

#### L'aula
L'aula è decorata da un'imponente quantità di tele di autori diversi, oltre ad essere coperta da un magniloquente soffitto ligneo dorato, anch'esso ospitante un ciclo di pitture su tela. Sulle pareti a meridione e a settentrione quattro importanti altari, alcuni appartenenti ad importanti Scuole veneziane. 
Risulta chiaramente riconoscibile il ciclo di tele raffiguranti la Passione di Cristo, posto sul registro superiore, che principia dalla tela posta sopra l'arcone della Cappella Negroni (Ingresso a Gerusalemme) e prosegue in senso orario sino ala raffiugurazione posta sopra l'arcone della Cappella del Santissimo (Resurrezione). 

##### Parete a levante
Sui pennacchi dell'arcone della cappella maggiore Annunciazione del Palma Junior; dello stesso autore la Resurrezione collocata sopra l'arcone della Cappella del Santissimo mentre e di Leonardo Corona L'ingresso a Gerusalemme posto sopra l'arcone della Cappella Negroni. 

##### Parete a meridione
Al centro si apriva una porta, chiusa da tempo per permettere la devozione ad una tela di Carlo Dolci raffigurante l'Addolorata. L'accesso, riccamente decorato, mostra sulla parte superiore l'epigrafe che ricorda le imprese di Girolamo Vignola e risulta coronato da una splendida tela di Leandro Bassano raffigurante San Gerolamo penitente.  Ai piedi della porta è visibile il semplice e rigoroso sepolcro del Vignola, coperto da una lastra di marmo nero. Ai lati della porta due altari: a sinistra l'imponente Altare dell'Assunta, appartenente alla Scuola dei Merciai che sul ricco dossale mostra la splendida tela firmatata da Jacopo Palma il Giovane Assunzione (1583-1584), mentre le decorazioni plastiche sono opera di Alessandro Vittoria tra cui i rilievi (Gloria di Santa Caterina, Natività della Vergine, Martirio di San Daniele) e le due statue (Santa Caterina d'Alessandria e San Daniele profeta); a destra l'Altare di San Giacomo apostolo, eretto a partire dal 1573 dalla Scuola degli Strazzaroli e passato poi alla Scuola di devozione all'Addolorata nel 1855. La severa architettura cinquecentesca ospita una elegantissima tela di Paolo Veronese San Giacomo tra San Marco e San Girolamo.
Sul registro superiore tre tele: Lavanda dei piedi e Orazione nell'orto di Giovanni Fiammingo, Cristo al cospetto di Caifa di Leonardo Corona.

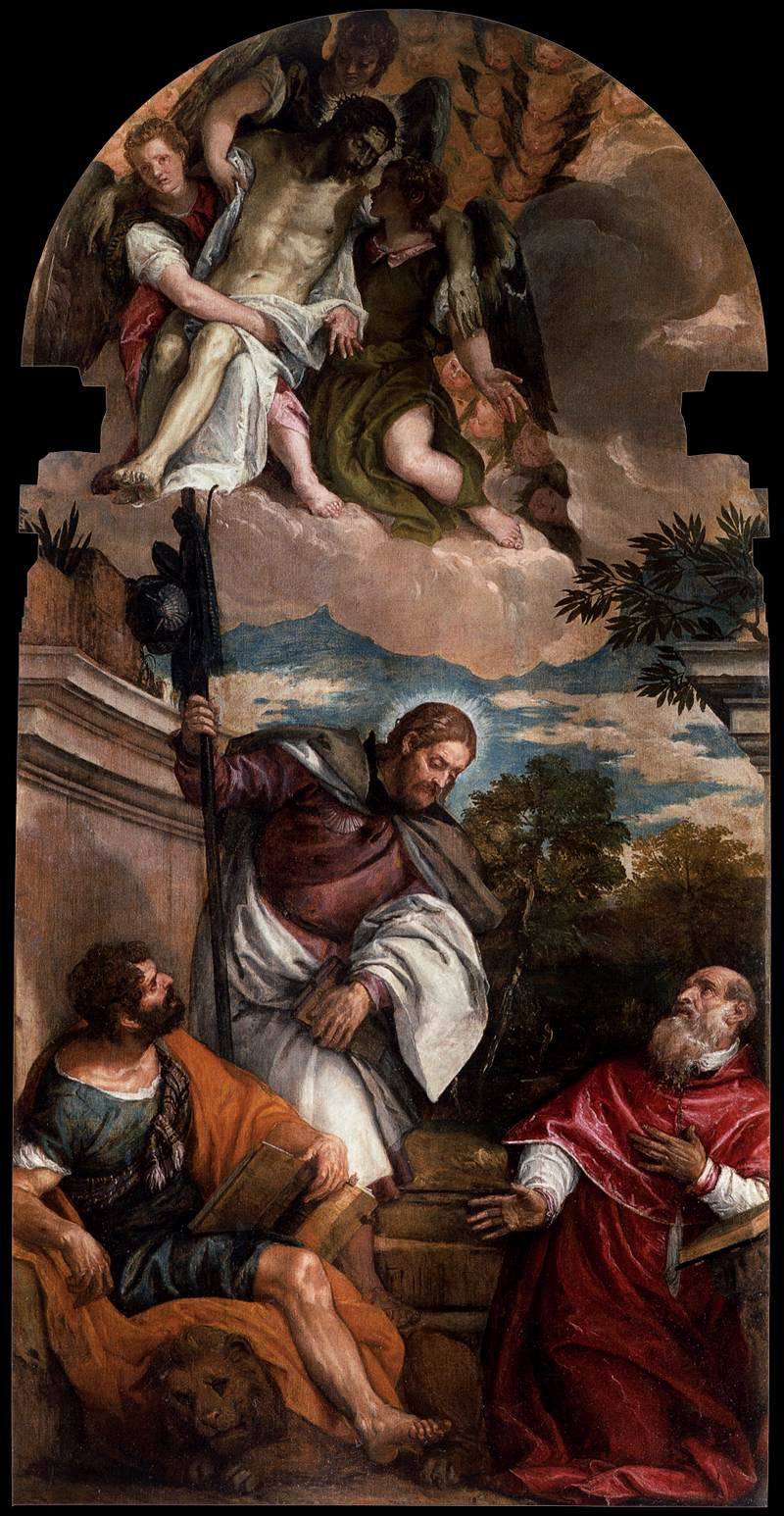
Pala del Veronese presso l'altare di San Giacomo

##### Parete a ponente

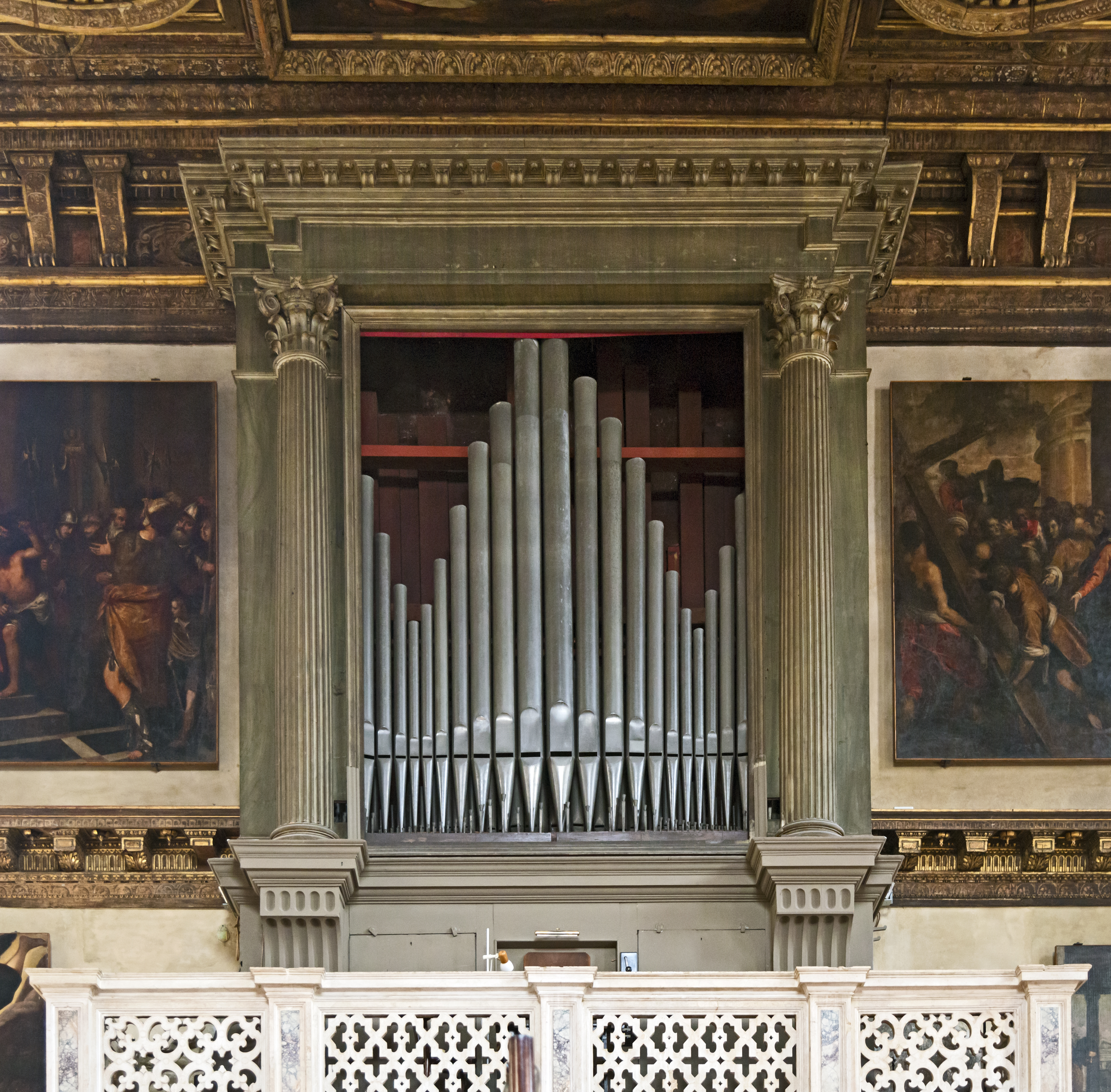
L'organo di Gaetano Callido, 1764.

La controfacciata è dominata dall'imponente cantoria di Francesco Smeraldi cui poggia l'organo di Gaetano Callido op. 12 del 1764, contenuto in ricca cassa in stile corinzio. Alla base della cantoria le nicchie ospitano le due acquesantiere. A decorare il fondo della cantoria, nei pressi della porta maggiore, Padre eterno tra angeli osannanti di Andrea Vicentino. 
Sulla sinistra due tele si ricollegano all'Altare di San Giacomo e raffigurano due miracoli del Santo,  San Giacomo libera Ermogene e San Giacomo e il mago Ermogene" sono vivaci opere di Odoardo Fialetti. Sulla destra due tele di Sante Peranda raffiguranti San Rocco cura gli appestatie San Rocco in carcere.
Sul registro superiore quattro tele: Flagellazione e Coronazione di spine sulla sinistra, opere di Leonardo Corona, sulla destra seguono Ecce homo di Palma Junior e Cristo condannato di Leonardo Corona.

##### Parete a settentrione
Come per la parete dirimpetto, al centro si apre l'accesso laterale alla chiesa, rivolto verso Campiello San Zulian. Ai lati della porta due altari: a sinistra l'altare che era di ragione della locale scuola piccola dei Santi Rocco e Nicolò (detta anche di San Rocheto) dal 1478 per autorizzazione del Consiglio dei Dieci, ospita oggi la restaurata tavola di Boccaccio Boccaccino già appartentente all'altare della confraternita della Visitazione o dei Valtellinesi, la Madonna in trono e quattro santi dipinta intorno al 1510. Sotto, dipinto novecentesco Madonna con bambino racchiuso in riza metallica. Sull'altare di destra la pala già posta sull'altare di San Rocco Cuore di Gesù in gloria con San Rocco tra San Sebastiano e San Luigi Gonzaga di Vincenzo Guarana.

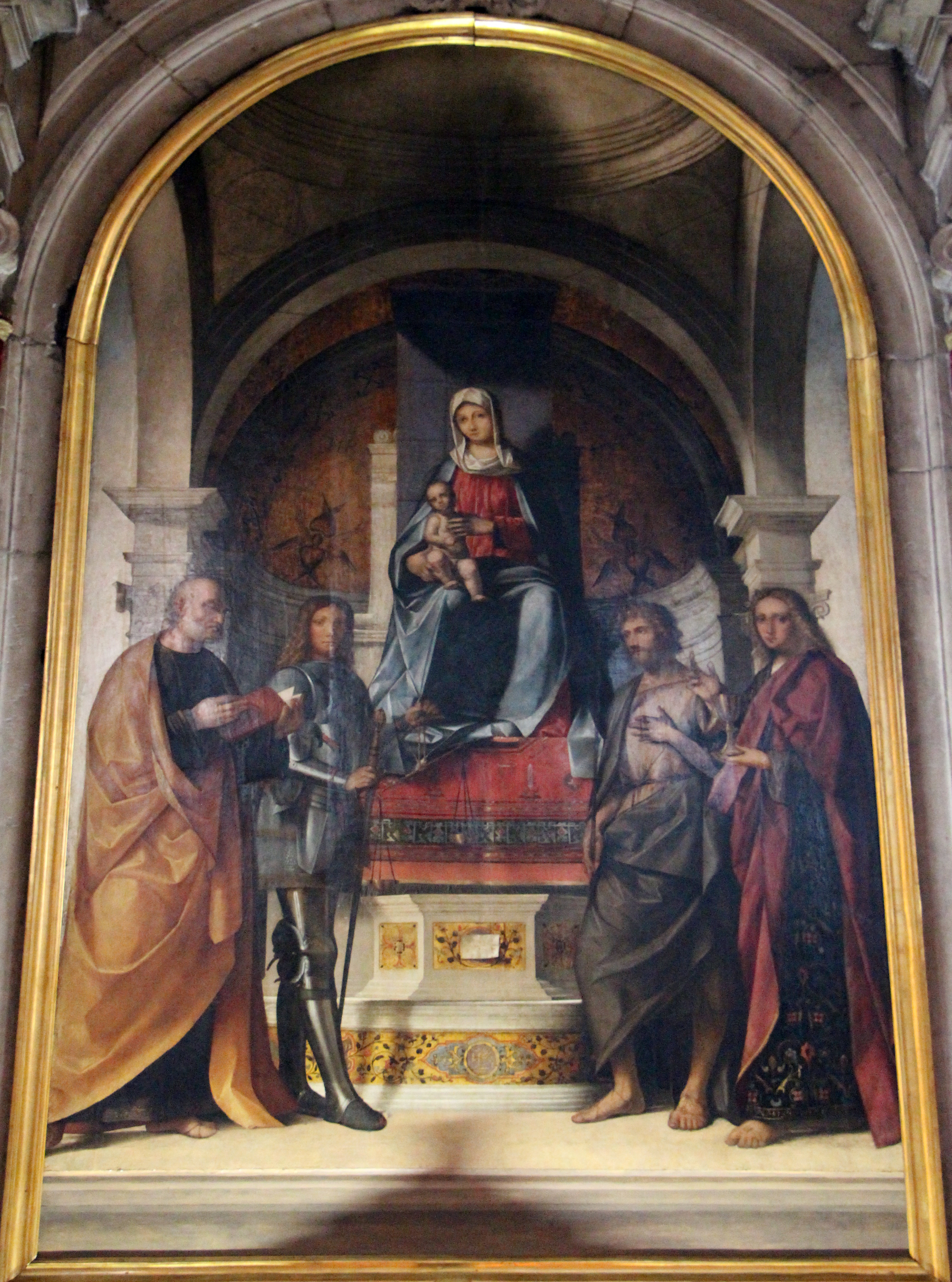
Madonna e Santi di Boccaccio Boccaccino.

Sul registro superiore tre teleri sul tema della Passione: Incontro con la Veronica.

##### Soffitto
Ricchissimo il soffitto ligneo intagliato e dorato aperto da nove lacunari: quello centrale, imponente e cruciforme, mostra la Gloria di San Giuliano di Palma il Giovane, negli altri, ovali agli angoli e quadrangolari ai lati, otto figure allegoriche delle Virtù teologali e cardinali cui è aggiunta l'umiltà, i quattro ovali sono attribuibili a Leonardo Corona mentre i dipinti rettangolari paiono lavori di un suo (o del Palma) anonimo collaboratore. Il ciclo è percorribile in senso orario, principiando dalla Carità rivoltà verso l'Altar Maggiore alla vicina Temperanza, proseguendo per Prudenza, Fede, Umiltà, Speranza, Giustizia, Fortezza.

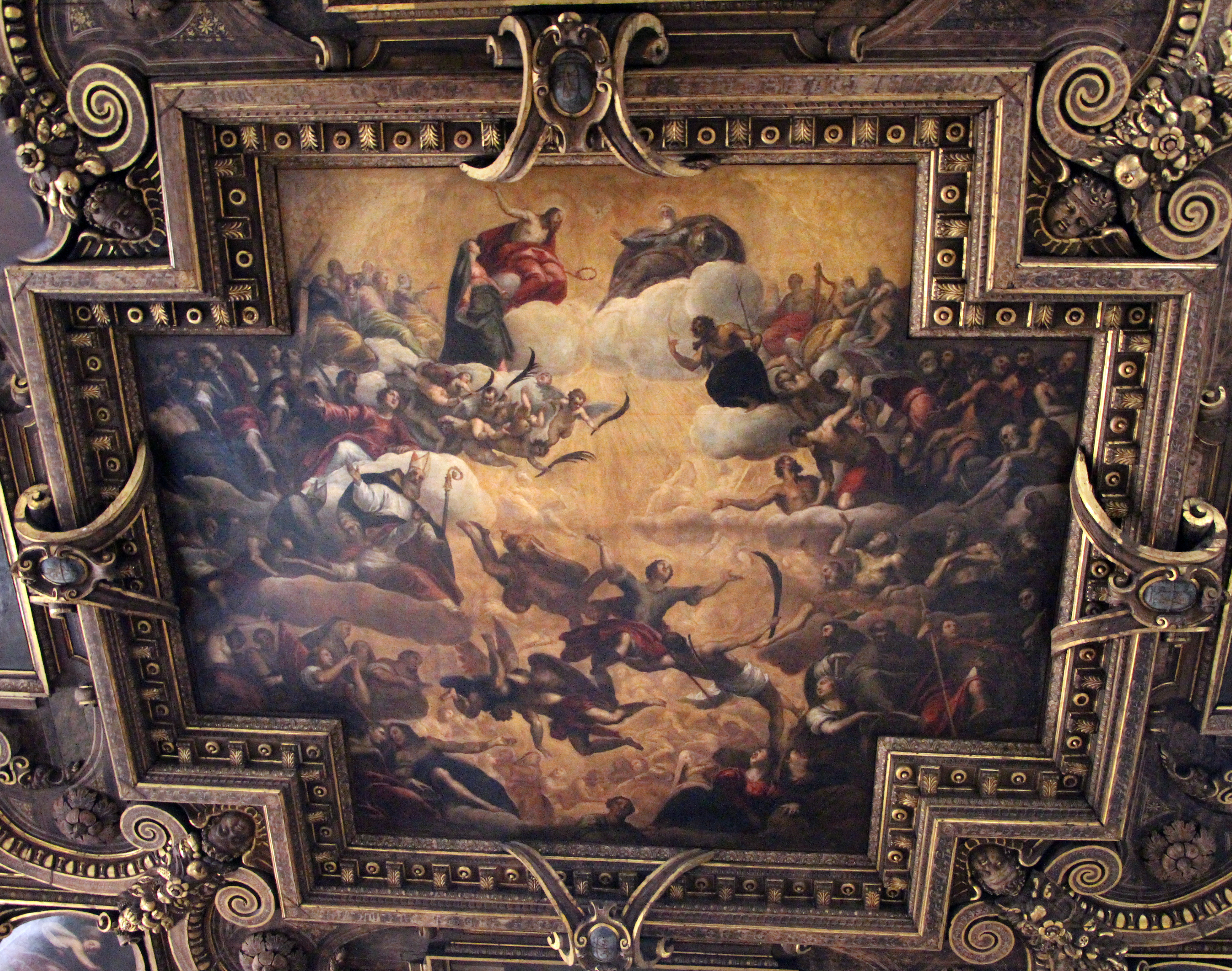
La Gloria di San Giuliano al centro del complesso soffitto della chiesa.